# 库库让伊什镇
库库让伊什镇是葡萄牙阿威罗区的一个堂区。总面积11.73平方公里，总人口11094人，人口密度945.8人/平方公里。